# Straat van Kertsj
De Straat van Kertsj is de zeestraat tussen de Zwarte Zee en de Zee van Azov. Erover ligt sinds 2018 de Krimbrug, die de Krim verbindt met het vasteland van Rusland. Het verkeer naar de Krim is strategisch belangrijk voor handel en oorlog, zodat militairen en politici al in de 19e eeuw plannen maakten voor een landverbinding.

## Benamingen
De zeestraat heet in het Russisch Ке́рченский проли́в, in het Oekraïens Керченська протока en in het Krim-Tataars Keriç boğazı. De Turken en Wolga-Tataren noemen de straat Yenikale.
De zeestraat is genoemd naar de stad Kertsj op de Krimse oever. In de oudheid stond de straat bekend als de Cimmerische Bosporus, vernoemd naar een ruitervolk dat toen de steppen doorkruiste, ter onderscheiding van de Thracische Bosporus, die nu nog steeds als Bosporus bekend staat.
Westelijk ligt het schiereiland Kertsj, een onderdeel van de Krim, en oostelijk het schiereiland Taman in het district Temrjoekski, in de kraj Krasnodar met daarvoor het eiland Toezla.

## Ligging
Westelijk ligt het schiereiland Kertsj, een onderdeel van de Krim, en oostelijk het schiereiland Taman in het district Temrjoekski, in de kraj Krasnodar. Haaks op de zeestraat ligt het smalle eiland Toezla, waar de Krimbrug overheen gebouwd is.

## Veerdienst
De Krim was tot 2018 vanuit Rusland alleen te bereiken met een veerboot vanaf Port Kavkaz. De reis over de weg, via Oekraïne, was moeizaam door de slechte politieke verhouding tussen de twee landen en zou een gigantische omweg inhouden: Krasnodar en Sebastopol, de hoofdsteden van de regio's aan weerszijden van de zeestraat, liggen op vierhonderd kilometer van elkaar, maar over land zou de afstand duizend kilometer zijn. De veerdienst was in veel gevallen de enige realistische optie, maar er stonden vaak lange wachtfiles.

## Historische plannen voor een brug
In de tweede helft van de 19e eeuw maakte Vladimir Mendeleev, ingenieur en officier van de marine van het Keizerrijk Rusland, concrete plannen voor een vaste oeververbinding door de straat van Kertsj. Hij stelde een dam voor tussen de Tuzla Spit en de Pavlovskikaap op de Krim ten zuiden van de stad Kertsj, ongeveer de locatie van de brug die in de 21e eeuw gebouwd werd.

### Stalins brug

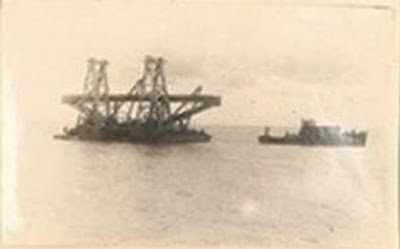
Pilaar van de brug door de Sovjets afgebouwd (1944).

Ook de Britten waren rond 1900 geïnteresseerd in een verbinding hier, voor een spoorweg naar hun kolonie India. Daar kwam het niet van, maar ze legden wel een telecommunicatiekabel door de straat. In het begin van de 20e eeuw werden nieuwe ontwerpen gemaakt voor een brug. Door de uitbraak van de Eerste Wereldoorlog, de Russische Revolutie en de Russische Burgeroorlog kwam daar niks van terecht, maar Jozef Stalin haalde de plannen in 1934 uit de kast. Hij wilde een spoorlijn vanaf Cherson in het zuiden van Oekraïne via de Krim naar het schiereiland Taman en langs de Zwarte Zeekust via Soechoemi naar de Georgische havenstad Poti.
Het besluit tot de brug werd eind jaren 1930 genomen. De Sovjetfabrieken waren destijds niet in staat de ijzeren onderdelen van de enorme brug te produceren, daarom werden ze in Duitsland besteld, vlak voor het begin van de Tweede Wereldoorlog. Toen de Duitse legers de Sovjet-Unie binnenvielen was de route Feodosija naar Kertsj al aangelegd. Ook Adolf Hitler zag het strategisch-militaire belang van de oeververbinding en hij gaf in maart 1943 opdracht voor de bouw van een 4,8 kilometer lange auto- en spoorbrug om troepenverplaatsingen naar de Kaukasus te vergemakkelijken. De Duitsers gebruikten de brugdelen die de Sovjets bij hen hadden besteld.
Er werd een begin mee gemaakt en er was een kabelbaan die bouwmateriaal over de straat vervoerde, maar het Duitse leger werd al teruggedrongen naar het westen voordat de brug gereed was. De restanten bleven staan en werden door de Sovjets gebruikt om de bouw van de brug te hervatten. Op 3 november 1944, op tijd voor de 27e viering van de Oktoberrevolutie, reed de eerste trein over de brug. Echter, tijdens de koude winter van 1945 werd de brug door ijsgang zwaar beschadigd. Er volgden studies naar een tijdelijke en een nieuwe brug, maar de Sovjet-autoriteiten legden zich uiteindelijk neer bij een veerboot die in 1953 opende en ook treinen vervoerde.

## Toezla
In de Straat van Kertsj ligt het eilandje Toezla. Het was een schiereiland tot een storm in 1925 de smalle landengte wegspoelde die Toezla met Taman verbond. Op grond daarvan kan men stellen dat het eilandje tot het huidige Rusland behoort. Toezla werd echter tot de oblast Krim gerekend en later tot de Oekraïense Socialistische Sovjetrepubliek en daarna het onafhankelijke Oekraïne. Het verloop van de grens is omstreden. Russische voornemens om een verbinding aan te leggen met Toezla leidden eind 2003 tot heftige Oekraïense protesten.
De Russische annexatie van de Krim in maart 2014 had tot gevolg dat de zeestraat, en dus ook Toezla, volgens de Russische geopolitieke doctrine binnen Rusland zelf kwam te liggen.

## Krimbrug
Op 25 april 2010 tekenden de toenmalige Oekraïense president Viktor Janoekovytsj en de toenmalige Russische president Dmitri Medvedev een principeovereenkomst om een brug te bouwen over de Straat van Kertsj. Er werden verschillende varianten uitgezocht en in 2011 koos Oekraïne voor de noordelijke variant, een ruim tien kilometer lange brug. Deze zou moeten lopen van de Fonarkaap, de meest oostelijke punt van de Krim, naar Maly Koet op het Russische vasteland. Volgens Medvedev zou de brug voor de Olympische Winterspelen 2014 in Sotsji gebouwd worden.

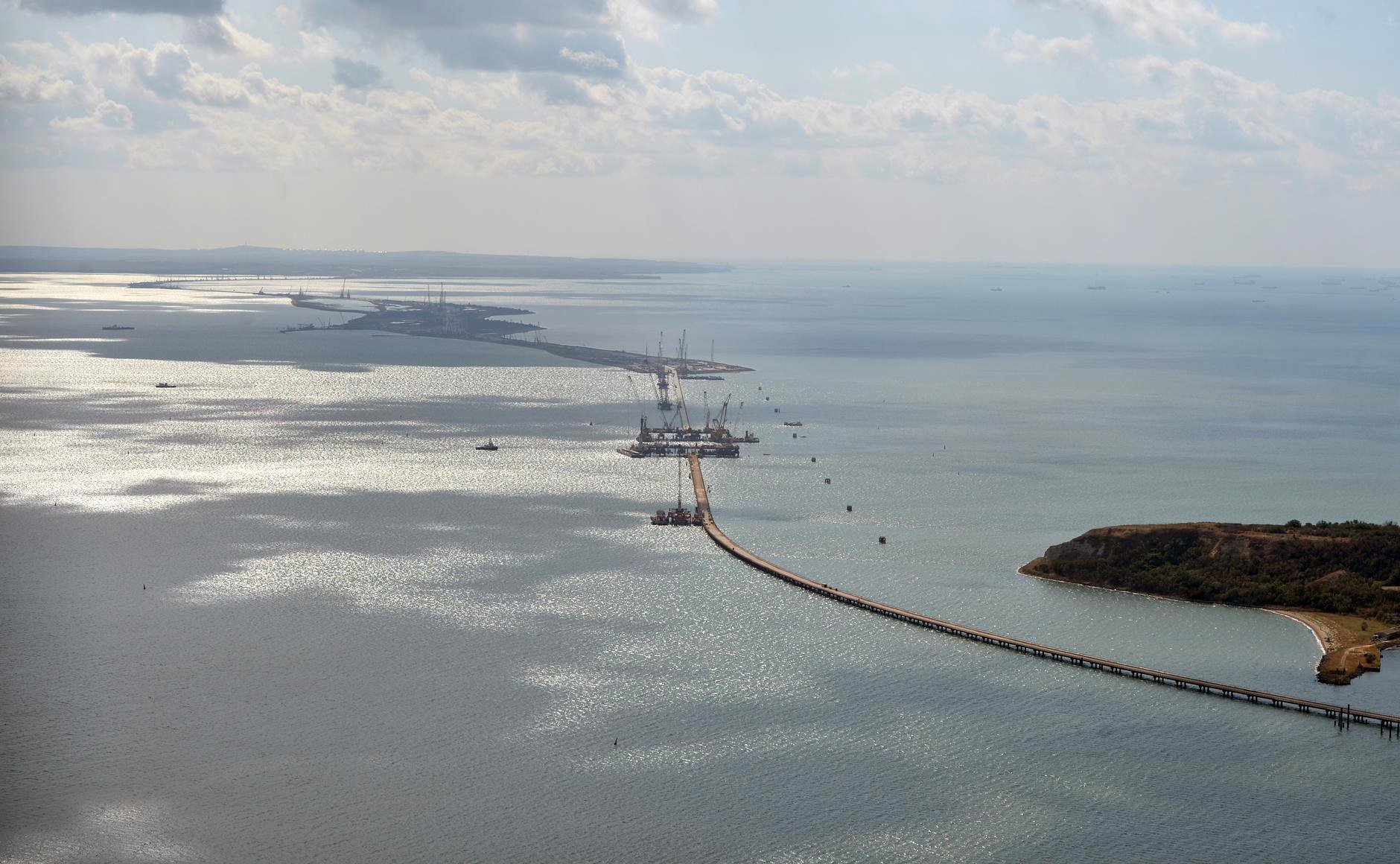
De Krimbrug in aanbouw (sept. 2016)

Na de annexatie van de Krim in 2014 gaf Medvedev, inmiddels de Russische premier, opdracht om te beginnen met de bouw ervan. Het Russische staatsbedrijf Avtodor kreeg de opdracht om het project met een geschatte kostprijs van 3 miljard dollar uit te voeren. De bouwtijd werd geraamd op 3 à 4 jaar en de brug kon de veerdienst over de zeestraat vervangen. Zonder openbare aanbesteding gunde Avtodor de daadwerkelijke bouw aan Strojgazmontazj, een aannemer zonder ervaring in de bruggenbouw. De eigenaren waren de gebroeders Rotenberg, vertrouwelingen van Russische president Vladimir Poetin.
Poetin opende de Krimbrug op 15 mei 2018. De verbinding, zuidelijk van de bovengenoemde veerdienst, is 19 km lang en bestaat uit 7 km van het Russische schiereiland Taman, naar het eiland Toezla, 6,5 km over Toezla, en 5,5 km van Toezla naar de Krim. Over de brug liggen een brede verkeersweg en een spoorweg.

### Incident in de Straat van Kertsj

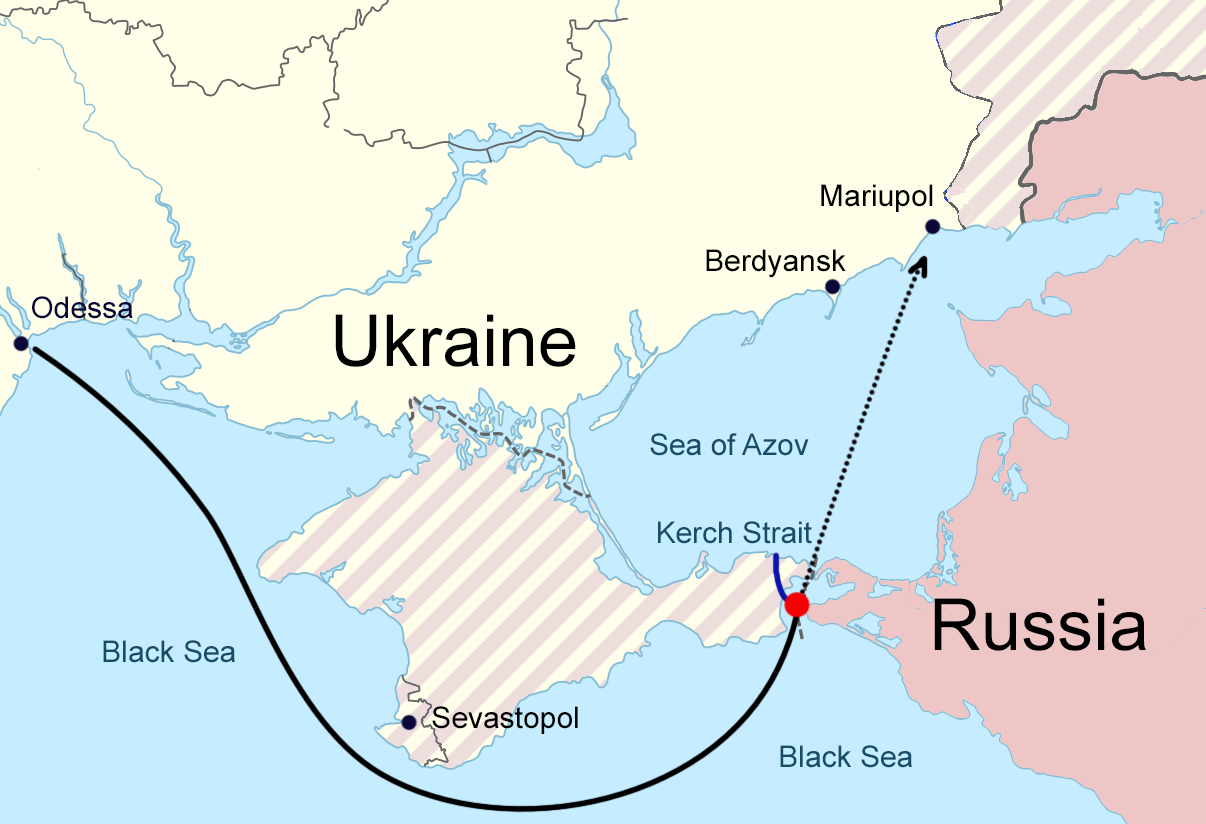
Het incident in de Straat van Kertsj (2018) over de doorgang tussen de Zwarte Zee en de Zee van Azov.

In 2017 ging Oekraïne in beroep bij een arbitragehof over het gebruik van de Straat van Kertsj. Sinds de opening van de Krimbrug in mei 2018 controleerde Rusland de grootte van schepen die konden passeren. Er werden nieuwe regels opgelegd en herhaaldelijk Oekraïense schepen aangehouden. Op 25 november 2018 blokkeerde de Russische marine de zeestraat en werden drie Oekraïense boten die van Odessa naar Marioepol reisden in beslag genomen door Russische oorlogsschepen; 24 Oekraïense matrozen werden vastgehouden. Een dag later, op 26 november 2018, riep het Oekraïense parlement de staat van beleg af langs de kustgebieden van Oekraïne en de grenzen met Rusland.

### Explosie Krimbrug
Op 8 oktober 2022, ten tijde van de Russische invasie van Oekraïne, liep de brug door een explosie zware schade op. Hierdoor werd de logistiek tussen Rusland en de Krim tijdelijk ernstig belemmerd.